# Cymodusopsis latifacies
Cymodusopsis latifacies là một loài tò vò trong họ Ichneumonidae.